# Piet Mondrian
Pieter Cornelis "Piet" Mondriaan, sau năm 1912 đổi thành Mondrian (sinh ngày 7 tháng 3 năm 1872 – mất ngày 1 tháng 2 năm 1944), là một họa sĩ người Hà Lan.
Ông là một cộng tác viên quan trọng của nhóm De Stijl, do Theo van Doesburg sáng lập. Tại đây Mondrian phát triển một thể loại mới của trường phái trừu tượng gọi là trường phái Tân tạo hình (Neo-Plasticism). Theo ông, hội họa không nên chỉ tái hiện lại một cách thô thiển những đường nét của vật thật, mà phải thể hiện vật thể qua những đường nét cơ bản nhất cùng với linh hồn đã làm nên vật thể đó. Với quan niệm này, Mondrian đã tiến tới sự đơn giản tối đa những màu sắc sử dụng trong tranh và những đường cong được thay thế dần bằng đường thẳng...Bởi vậy, trường phái này của Mondrian bao gồm một hệ thống các đường thẳng ngang, dọc và sử dụng 3 màu sắc chính là đỏ, vàng và xanh.

## Một số tác phẩm
- Molen Mill; Mill in Sunlight (1908) xem
- Avond Evening; Red Tree (1908) xem
- Chrysanthemum (1908) xem Lưu trữ ngày 17 tháng 7 năm 2006 tại Wayback Machine
- Windmill by the Water (1908)
- Landscape (1909)
- The Red Tree (1909-10)
- Amaryllis (1910)
- Evolution (1910-11)
- The Red Mill  (1910-11) xem Lưu trữ ngày 18 tháng 1 năm 2012 tại Wayback Machine
- Gray Tree (1911)
- Horizontal Tree (1911)
- Still Life with Ginger Pot I (Cubist) (1911) Guggenheim Collection.
- Still Life with Ginger Pot II (Simplified) (1912) Guggenheim Collection.
- Apple Tree in Bloom (1912)
- Eucaliptus (1912)
- Trees (1912-1913)
- Scaffoldings (1912-1914)
- Composition No. II; Composition in Line and Color (1913)
- Ocean 5 (1915)
- Composition III with Color Planes (1917)
- Composition with Color Planes and Gray Lines 1 (1918)
- Composition with Gray and Light Brown (1918)
- Composition with Grid VII (1919)
- Composition: Checkerboard, Dark Colors (1919)
- Composition A: Composition with Black, Red, Gray, Yellow, and Blue (1920)
- Composition with Black, Red, Gray, Yellow, and Blue (1920) xem
- Tableau I (1921)
- Lozenge Composition with Yellow, Black, Blue, Red, and Gray (1921)
- Composition with Large Blue Plane, Red, Black, Yellow, and Gray (1921)
- Composition with Red, Yellow and Blue (1921)
- Composition with Blue, Yellow, Black, and Red (1922)
- Composition #2 (1922)
- Composition with Yellow, Black, Blue and Grey (1923) Berardo Collection.
- Lozenge Composition with Red, Black, Blue, and Yellow (1925)
- Lozenge Composition with Red, Gray, Blue, Yellow, and Black (1925) xem
- Composition with Red, Yellow and Blue (1927)
- Fox Trot; Lozenge Composition with Three Black Lines (1929)
- Composition with Yellow Patch (1930)
- Composition with Yellow (1930)
- Composition with Blue and Yellow (1932)
- Composition No. III Blanc-Jaune (1935-42)
- Rhythm of Straight Lines  (1935-42) Harvard University. Lưu trữ ngày 17 tháng 4 năm 2009 tại Wayback Machine
- Rhythm of Black Lines painting) (1935-42)
- Composition blanc, rouge et noir or Composition in White, Black and Red (1936)
- Vertical Composition with Blue and White (1936)
- Abstraction (1937-42)
- Composition No. 8 (1939-42)
- Painting #9 (1939-42)
- Composition No. 10 (1939-1942)
- New York City I (1942)
- Broadway Boogie-Woogie (1942-43) Museum of Modern Art.
- Place de la Concorde  (1943)
- Victory Boogie-Woogie (1943-44)  Gemeentemuseum Den Haag. Lưu trữ ngày 25 tháng 6 năm 2008 tại Wayback Machine